# Nusa Penida
Nusa Penida ist eine Insel südöstlich von Bali, Indonesien und ein gleichnamiger Distrikt (Kecamatan) im Regierungsbezirk (Kabupaten) Klungkung. Die Insel ist etwa 20 Kilometer lang und etwa 12 Kilometer breit und weist eine Fläche von über 200 Quadratkilometer auf.

## Geographie

### Lage
Die Straße von Badung trennt die Insel von Bali. Nachbarinseln, die ebenfalls zur Verwaltungseinheit Nusa Penida gehören, sind Nusa Lembongan im Nordwesten und Nusa Ceningan, die kleinste Insel zwischen beiden.

### Administrative Gliederung
Die Insel bildet zusammen mit den Nachbarinseln als Kecamatan eine administrative Einheit und besteht aus folgenden 16 Dörfern (Desa):
| Kode PUM 1    | Dorf              | Fläche (km²) Ende 2021 | Einwohner Census 2010 | Einwohner Census 2020 | Einwohner Ende 2021 | Dichte Einw. pro km² |
| ------------- | ----------------- | ---------------------- | --------------------- | --------------------- | ------------------- | -------------------- |
| 51.05.01.2001 | Sakti             | 27,62                  | 3.323                 | 4.823                 | 4.634               | 167,78               |
| 51.05.01.2002 | Batumadeg         | 13,94                  | 1.802                 | 2.691                 | 2.994               | 214,78               |
| 51.05.01.2003 | Klumpu            | 12,75                  | 3.052                 | 4.249                 | 4.852               | 380,55               |
| 51.05.01.2004 | Batukandik        | 26,00                  | 3.917                 | 4.997                 | 5.471               | 210,42               |
| 51.05.01.2005 | Sekartaji         | 16,11                  | 1.267                 | 1.736                 | 1.966               | 122,04               |
| 51.05.01.2006 | Tanglad           | 16,84                  | 1.800                 | 2.447                 | 2.790               | 165,68               |
| 51.05.01.2007 | Suana             | 15,13                  | 3.444                 | 3.943                 | 4.200               | 277,59               |
| 51.05.01.2008 | Batununggul       | 7,49                   | 4.635                 | 5.297                 | 5.647               | 753,94               |
| 51.05.01.2009 | Kutampi           | 12,87                  | 2.342                 | 3.119                 | 3.607               | 280,26               |
| 51.05.01.2010 | Ped               | 17,43                  | 3.787                 | 4.817                 | 5.126               | 294,09               |
| 51.05.01.2011 | Kampung Toyapakeh | 0,24                   | 544                   | 741                   | 794                 | 3308,33              |
| 51.05.01.2012 | Lembongan         | 3,17                   | 4.159                 | 4.993                 | 5.142               | 1622,08              |
| 51.05.01.2013 | Jungutbatu        | 9,44                   | 3.370                 | 3.897                 | 3.937               | 417,06               |
| 51.05.01.2014 | Pejukutan         | 17,68                  | 2.846                 | 3.293                 | 3.548               | 200,68               |
| 51.05.01.2015 | Kutampi Kaler     | 6,52                   | 2.746                 | 3.497                 | 3.589               | 550,46               |
| 51.05.01.2016 | Bunga Mekar       | 10,87                  | 2.076                 | 2.830                 | 3.785               | 348,21               |
| 51.05.01      | Kec. Nusa Penida  | 214,07                 | 45.110                | 57.370                | 62.082              | 290,01               |
Ergebnisse aus Zählung:
2010 und 2020, Fortschreibung (Datenstand: Ende 2021)

## Bevölkerung

### Bevölkerungsentwicklung der letzten drei Halbjahre
| Datum      | Fläche (km²) | Einwohner | männlich | weiblich | Dichte (Einw./km²) | Sex Ratio (m*100/w) |
| ---------- | ------------ | --------- | -------- | -------- | ------------------ | ------------------- |
| 31.12.2020 | 214,07       | 61.135    | 31.017   | 30.118   | 285,6              | 103,0               |
| 30.06.2021 | 214,07       | 60.341    | 30.625   | 29.716   | 281,9              | 103,1               |
| 31.12.2021 | 214,00       | 62.082    | 31.326   | 30.756   | 290,1              | 101,9               |
Fortschreibungsergebnisse

## Geschichte
Die Vorfahren kamen von der Nachbarinsel Bali. Früher nutzten die Könige von Klungkung die Insel als Gefängnisinsel.

## Verkehr
Fährverbindungen bestehen nach Sanur und Kusamba, eine tägliche RoRo-Fähre verkehrt nach Padang Bai. Kleine Boote pendeln mehrmals täglich zwischen Lembongan und Nusa Penida.
Das Straßennetz der Insel ist dünn. Die Straßen sind meist einspurig und nur teilweise asphaltiert.

## Wirtschaft
Die Insel befindet sich weitestgehend auf Kalkgestein und hat wenig Niederschläge. Im Unterschied zu Bali gedeiht Reis nur in wenigen Gegenden. Die Landwirtschaft besteht überwiegend aus dem Anbau von Getreide. Wirtschaftlich hat sich die Produktion von Seetang etabliert, der nach Japan und Europa exportiert wird.
Wichtig ist insbesondere der Tauchtourismus für die kleinen Nachbarinseln vor der Nordwestküste, Nusa Lembongan und Nusa Ceningan. Im Vergleich zu Lembongan gibt es weniger an  touristischer Infrastruktur, vor allem im Norden und Osten der Insel gibt es kleine und moderne Hotels.

## Sehenswürdigkeiten

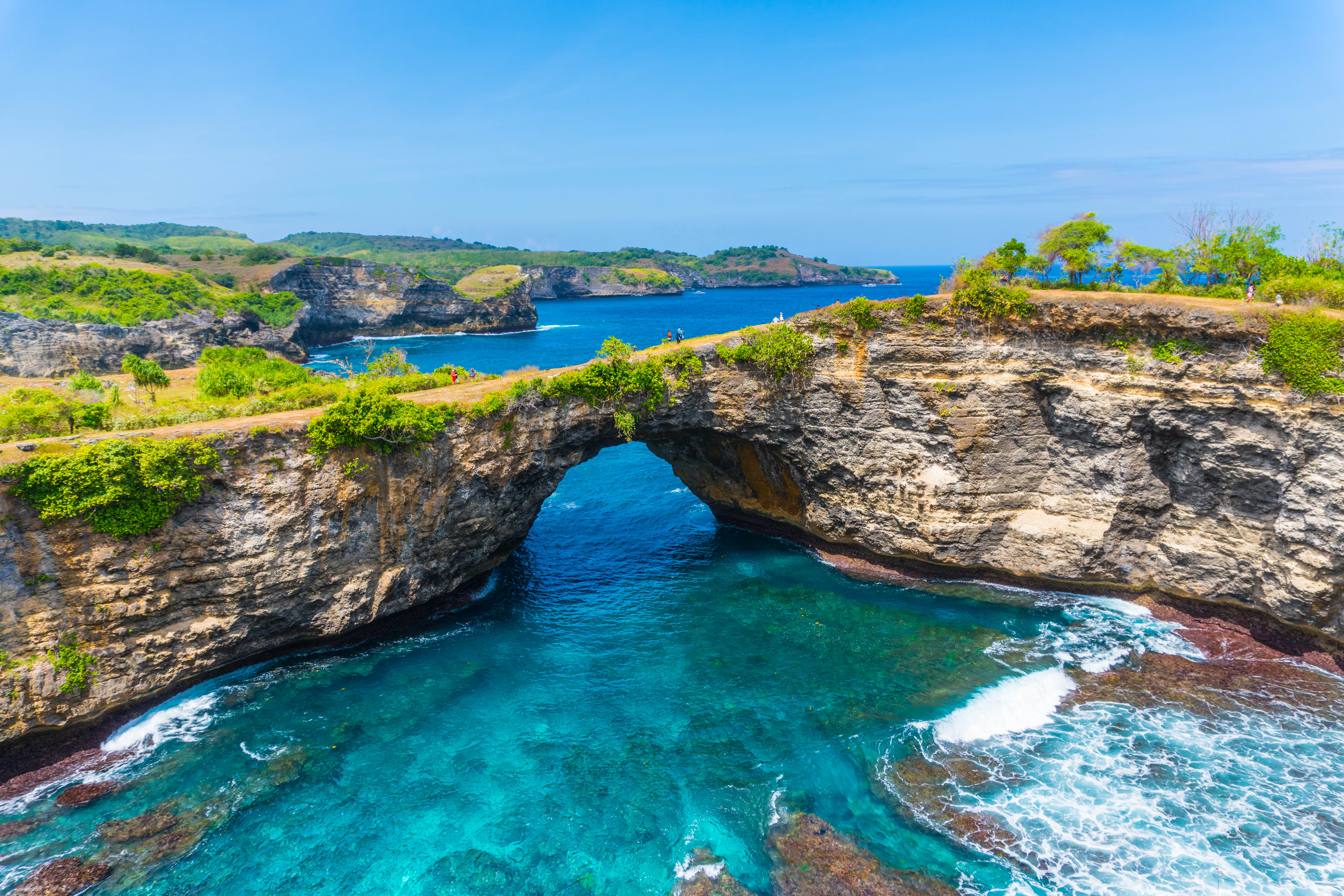
Broken Beach

- Kelingking BeachKelingking Beach
- Atuh Beach
- Teletubbies Hills
- Goa Giri Putri Tempel
- Pura Paluang Car Temple
- Seganing Wasserfall

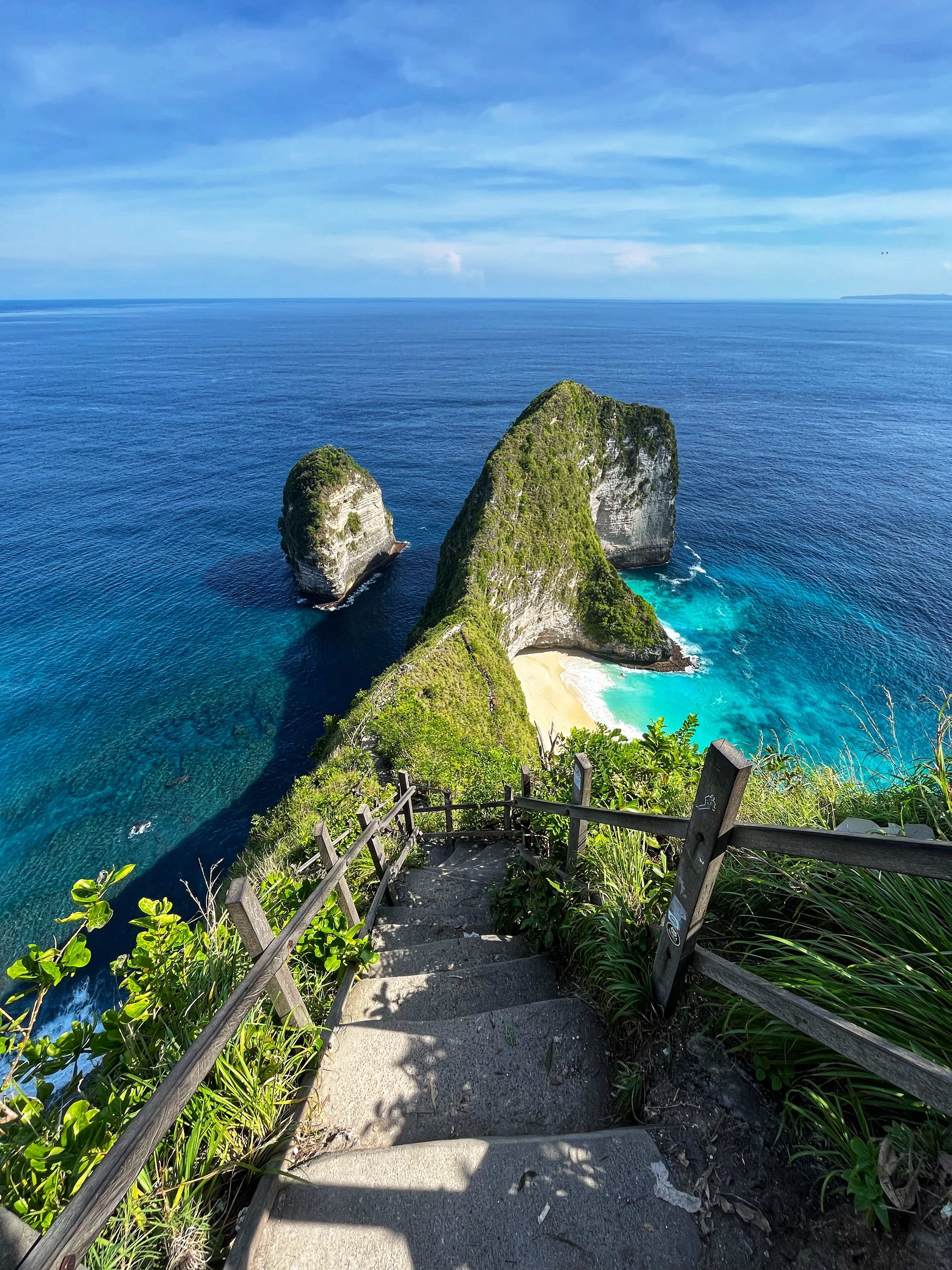
Kelingking Beach

- Broken Beach (Pasih Uug)Broken Beach
- Crystal Bay
- Rumah Pohon Treehouse

## Natur
Nusa Penida hat im Vergleich zu Bali ein trockeneres Klima. Daher unterscheidet sich auch die Artenzusammensetzung. Es war daher auch nicht klar, ob die im Jahr 2006 erfolgte Auswilderung des vom Aussterben bedrohten Balistars auf der Insel zu einem Erfolg werden würde. Der Bestand der ursprünglich 37 ausgewilderten Vögel hat sich in den nächsten Jahren jedoch deutlich erhöht, was auf einen positiven Bruterfolg schließen lässt.